# Sixième conférence ministérielle de l'Organisation mondiale du commerce
La sixième conférence ministérielle de l'OMC a eu lieu entre le 13 et le 17 décembre 2005. Elle avait pour but de régler les différends entre les pays du sud et les pays du nord et avait surtout pour optique de permettre l'aboutissement du cycle de négociations lancé à Doha.